# Футбольные матчи СССР — Югославия на Олимпийских играх 1952 года
Матчи СССР — Югославия на Олимпийских играх 1952 года состоялись 20 и 22 июля в Тампере в рамках 1/8 олимпийского турнира. Сборная СССР по итогам двух матчей уступила — 5:5, 1:3.

## Предыстория
1/8 финала — вторая стадия олимпийского турнира. В 1/16 сборная СССР обыграла в дополнительное время сборную Болгарии — 2:1 (основное завершилось со счётом 0:0), а Югославия переиграла Индию — 10:1.

## Первый матч

### Перед матчем
Тренеры сборной Югославии Коста Попович и Радивойе Маркович побывали на матче СССР — Болгария, в то время как советские тренеры, представлявшие возможности югославов по послевоенным матчам, игру 1/16 финала с участием своих будущих соперников проигнорировали. Это оказало большое влияние на игру.
Помимо этого, у СССР были ещё и кадровые потери:
Отказался выступать: Николай Дементьев (сослался на возраст). Вместо него в последний момент вызвали травмированного Бескова.
Болезнь: Бобров, Николаев.
Травмы: Ильин и Крижевский — получена по ходу первого матча.
В результате всё-таки решено было выпустить Боброва, Николаева и Бескова.

### Игра
| Тампере 20 июля 1952                             | \| СССР \| 5:5 Отчёт \| Югославия \| \| Бобров 53′, 79′, 87′ · Трофимов 75′ · Петров 89′ \| Голы \| 29′ Митич · 33′ Огнянов · 44′, 59′ Зебец · 46′ Бобек \| | Ратина Зрителей: 17 000 Судья: Эллис (Англия)        |
| СССР                                             | 5:5 Отчёт | Югославия                                            |
| Бобров 53′, 79′, 87′ · Трофимов 75′ · Петров 89′ | Голы | 29′ Митич · 33′ Огнянов · 44′, 59′ Зебец · 46′ Бобек |

|  |  |

| СССР:          |    |                       |
|                |    |                       |
| В              | 1  | Леонид Иванов         |
| З              | 3  | Константин Крижевский |
| З              | 4  | Анатолий Башашкин     |
| З              | 5  | Юрий Нырков           |
| П              | 8  | Александр Петров      |
| П              | 10 | Игорь Нетто           |
| Н              | 12 | Василий Трофимов      |
| Н              | 13 | Валентин Николаев     |
| Н              | 20 | Всеволод Бобров (к)   |
| Н              | 17 | Фридрих Марютин       |
| Н              | 15 | Константин Бесков     |
| Тренер:        |    |                       |
| Борис Аркадьев |    |                       |

| Югославия          |  |                        |
|                    |  |                        |
| В                  |  | 1 Владимир Беара       |
| П                  |  | 2 Бранко Станкович     |
| З                  |  | 3 Томислав Црнкович    |
| З                  |  | 4 Златко Чайковски (к) |
| З                  |  | 5 Ивица Хорват         |
| П                  |  | 6 Вуядин Бошков        |
| З                  |  | 7 Тихомир Огнянов      |
| Н                  |  | 8 Райко Митич          |
| Н                  |  | 9 Бернард Вукас        |
| Н                  |  | 10 Степан Бобек        |
| П                  |  | 11 Бранко Зебец        |
| Тренер:            |  |                        |
| Милорад Арсениевич |  |                        |

О первом тайме:
Бобров: «Неожиданно после наших атак бурный натиск противника и пропущенный гол породил среди нас растерянность. И, что особенно плохо, дрогнула защита. Леонид Иванов играл великолепно, и, может быть, если бы не он, счёт был бы гораздо большим».
Иванов: «Игровая инициатива полностью переходит к югославам… им удаётся всё — и пасы, и удары, и выходы на свободное место. Игра идёт в одни ворота. Ошеломлены штурмом Башашкин и Нырков. Потерянно мечутся возле штрафной площадки Александр Петров и Игорь Нетто, не успевая разобрать быстро меняющихся местами Митича, Бобека, Огнянова».
Крижевский в самом начале, получив удар мячом от Огнянова, потерял сознание, но с травмой через некоторое время вернулся на поле и отыграл этот матч и второй.
О перерыве
Бобров: «Не стоит особенно подробно описывать наше настроение. Оно и так понятно… Я увидел слёзы на глазах у Лёни Иванова… скупые слёзы мужчины и бойца.
— Ничего, старина, — сказал я ему, — подожди, ещё разыграемся.
— Не утешай, Сева. Не верю я в это.
Честно говоря, я и сам не очень верил в то, что говорил…»
Иванов: «В раздевалке царит гробовое молчание… Аркадьев опустил голову, он в отчаянии. Быть может, только он в полной мере понимает, чем всё это может кончиться. Молчание нарушает наш футбольный президент В. А. Гранаткин.
— Ребята, ещё не вечер! — говорит он. — Не могут они в таком темпе играть два тайма: не роботы ведь. Попытайтесь отыграться.
Он не даёт нам никаких практических советов, он только просит глазами, в которых застыла тревога и боль».
Михаил Якушин: «Перерыв между таймами короток. Мы с Аркадьевым прежде всего даём тактическую установку на игру против Вукаса. Стараемся и подбодрить ребят».
Второй тайм и добавленное время
Советская сборная пропустила 4-й гол сразу после возобновления матча, а затем, отыграв один, пропустила и пятый на 59-й минуте. Но сумела избежать поражения, проигрывая 1:5 за 15 минут до конца.
На последних секундах основного времени Константин Бесков подал угловой, после навеса в штрафную защитник югославской сборной Ивица Хорват головой выбил мяч за пределы штрафной, где его встретил советский полузащитник Александр Петров, также головой направивший мяч в сетку.
Из зоны ответственности Крижевского (играл не на своём месте) было пропущено 2 гола, в дополнительные полчаса в штангу попал Бесков. Именно за это в дальнейшем они получили наказание.

### Второй матч
| 22 июля, 1952 | \| СССР \| 1 : 3 Отчёт \| Югославия \| \| Бобров 6′ \| Голы \| 19′ Митич · 29′ (пен.) Бобек · 54′ Чайковски \| | Ратина Зрителей: 16 916 Судья: Эллис (Англия) |
| СССР          | 1 : 3 Отчёт | Югославия                                     |
| Бобров 6′     | Голы | 19′ Митич · 29′ (пен.) Бобек · 54′ Чайковски  |

|  |  |

| СССР:          |    |                       |
|                |    |                       |
| В              | 1  | Леонид Иванов         |
| З              | 3  | Константин Крижевский |
| З              | 4  | Анатолий Башашкин     |
| З              | 5  | Юрий Нырков           |
| П              | 8  | Александр Петров      |
| П              | 10 | Игорь Нетто           |
| Н              | 12 | Василий Трофимов      |
| Н              | 13 | Валентин Николаев     |
| Н              | 20 | Всеволод Бобров к     |
| Н              | 18 | Автандил Чкуасели     |
| Н              | 15 | Константин Бесков     |
| Тренер:        |    |                       |
| Борис Аркадьев |    |                       |

| Югославия          |  |                      |
|                    |  |                      |
| В                  |  | 1 Владимир Беара     |
| П                  |  | 2 Бранко Станкович   |
| З                  |  | 3 Томислав Црнкович  |
| З                  |  | 5 Ивица Хорват       |
| П                  |  | 6 Вуядин Бошков      |
| З                  |  | 4 Златко Чайковски к |
| З                  |  | 7 Тихомир Огнянов    |
| Н                  |  | 8 Райко Митич        |
| Н                  |  | 9 Бернард Вукас      |
| Н                  |  | 10 Степан Бобек      |
| П                  |  | 11 Бранко Зебец      |
| Тренер:            |  |                      |
| Милорад Арсениевич |  |                      |

После первого матча команде была зачитана телеграмма Сталина с разъяснением возможной ответственности за поражение, которая содержала также напоминание о сложившихся отношениях между странами. Сборная СССР всё возможное время использовала для тренировок, в то время как югославам предоставили двухдневный отдых. Это различие оказалось решающим. Сил у советской сборной хватило только на гол Боброва.
Спорный первый гол (советские футболисты считали, что он забит из офсайда) и пенальти за игру рукой Башашкина позволили югославской сборной выйти вперёд, после чего она в этот раз успешно довела игру до победы.
После поражения советская сборная в авральном порядке в полном составе была возвращена в Москву.

## Дальнейшие события: Югославия
После победы над советской сборной югославы дошли до финала, где проиграли Венгрии, став, таким образом, серебряными призёрами Олимпиады.

## Дальнейшие события: СССР

### Турнирная таблица на 18 августа 1952 года
| М  | Команда                   | И | В | Н | П | М     | О  |
| -- | ------------------------- | - | - | - | - | ----- | -- |
| 1  | «Динамо» Ленинград        | 7 | 4 | 2 | 1 | 13-8  | 10 |
| 2  | «Динамо» Киев             | 8 | 4 | 1 | 3 | 18-12 | 9  |
| 3  | Команда города Калинина   | 6 | 3 | 1 | 2 | 12-10 | 7  |
| 4  | «Спартак» Москва          | 3 | 3 | 0 | 0 | 11-1  | 6  |
| 5  | ЦДСА Москва               | 3 | 3 | 0 | 0 | 8-4   | 6  |
| 6  | «Крылья Советов» Куйбышев | 7 | 2 | 2 | 3 | 9-9   | 6  |
| 7  | «Даугава» Рига            | 7 | 1 | 4 | 2 | 6-6   | 6  |
| 8  | «Торпедо» Москва          | 7 | 1 | 4 | 2 | 7-11  | 6  |
| 9  | «Динамо» Тбилиси          | 3 | 2 | 0 | 1 | 7-4   | 4  |
| 10 | «Зенит» Ленинград         | 3 | 2 | 0 | 1 | 5-7   | 4  |
| 11 | «Шахтёр» Сталино          | 6 | 1 | 2 | 3 | 6-12  | 4  |
| 12 | «Динамо» Москва           | 3 | 1 | 1 | 1 | 3-2   | 3  |
| 13 | «Динамо» Минск            | 8 | 1 | 2 | 5 | 7-19  | 3  |
| 14 | ВВС Москва                | 2 | 0 | 2 | 0 | 1-1   | 2  |
| 15 | «Локомотив» Москва        | 5 | 0 | 2 | 3 | 3-11  | 2  |

Положение ЦДСА в турнирной таблице
Команды, сыгравшие с ЦДСА до 18 августа 1952

### Расформирование ЦДСА
Команды, отправившие в сборную игроков, включились в борьбу уже по ходу чемпионата. Действующий чемпион — ЦДСА — одержал в 3 матчах 3 победы. Но четвёртый матч — с киевским «Динамо», назначенный на 18 августа — уже не состоялся.
18 августа 1952 года председатель спорткомитета СССР Романов, по его словам, с подачи Маленкова (по другой версии, в этом виноват Берия) подписал приказ № 793:

О футбольной команде ЦДСА
Отметить, что команда ЦДСА неудовлетворительно выступила на Олимпийских играх, проиграв матч югославам, чем нанесла серьёзный ущерб престижу советского спорта и советского государства…
ПРИКАЗЫВАЮ
1. За провал команды на Олимпийских играх, за серьёзный ущерб, нанесённый престижу советского спорта команду ЦДСА с розыгрыша первенства СССР снять и расформировать.
2. За неудовлетворительную подготовку команды, за её провал на Олимпийских играх старшего тренера команды ЦДСА товарища Аркадьева Б. А. с работы снять и лишить звания заслуженного мастера спорта.
3. Рассмотреть на очередном заседании Комитета вопрос о безответственном поведении отдельных футболистов во время матчей с Югославией, что привело к провалу команды на Олимпийских играх.

### Дисквалификация участников турнира
После расформирования армейской команды 8 сентября 1952 года появился ещё один приказ под номером 808, теперь уже в отношении персонально игроков и тренеров сборной:

Футбольная команда, принимавшая участие в Олимпийских играх, выступила неудовлетворительно. Провал наших футболистов на Олимпийских играх нанёс серьёзный ущерб советскому спорту.
Проигрыш нашей команды объясняется безответственным поведением отдельных футболистов. Из-за недопустимого поведения защитников команды Башашкина и Крижевского, которые грубо нарушили данные им указания, проявили нерешительность в борьбе с противником, в результате чего югославские футболисты, используя их грубые ошибки, легко забивали мячи в наши ворота.
Футболист Николаев провел соревнования плохо, безынициативно, а футболист Бесков в ходе подготовки к Олимпиаде избегал участия в международных встречах, на Олимпийских играх играл неудовлетворительно, проявляя трусость.
Футболист Петров допускал недисциплинированность, грубость к своим товарищам, чем вносил нервозность в команду.

Крижевский, Башашкин, Бесков, Петров и Николаев были лишены звания мастеров спорта и дисквалифицированы на год, хотя Бесков и Крижевский оба матча играли с травмами.
В связи с расформированием армейской команды её игроки вынуждены были искать себе другие места: Бобров ушёл в «Спартак», Водягин, Башашкин и Нырков — в Команду города Калинина, Бузунов — в «Динамо» М, и так далее.

## После 1952 года
Команда ЦДСА была возрождена в 1954 году и после — уже под именем ЦСКА — неоднократно становилась чемпионом СССР и России. Крижевский, до дисквалификации игравший за «Команду города Калинина», снятую с чемпионата за время дисквалификации, вернулся в «Динамо» М, где стал капитаном, и завершил свою карьеру в 1961 году. Башашкин вернулся в МВО, после расформирования перебрался в «Спартак», а завершил карьеру в ЦСК МО. Петров вернулся вместе с ЦДСА и играл в нём до 1957 года. Николаев больше не играл. Бесков вернулся в «Динамо», но отыграл только два сезона — 1953 и 1954 годов. В качестве тренера руководил сборной СССР на чемпионате Европы 1964, где проиграл испанской сборной в финале, после чего был снят с должности.

## В произведениях культуры
- Х/ф «Гол в Спасские ворота» (СССР, 1990)
- Фрагмент радиотрансляции второго матча звучит в фильме Эмира Кустурицы «Папа в командировке» (1985)